# David Letterman
David Michael Letterman /ˈdeɪvɪd ˈmaɪkəl ˈlɛtɚmæn/, né le 12 avril 1947 à Indianapolis (Indiana), est un animateur, humoriste et producteur de télévision américain. L'humour ironique et souvent absurde de Letterman fut fortement influencé par Steve Allen, Ernie Kovacs et Johnny Carson. De 1982 à 1993 il est l'animateur du Late Night with David Letterman sur NBC puis, pendant 22 ans, jusqu'à sa retraite en 2015, du Late Show sur CBS.

## Biographie
Son père, Harry Joe Letterman, était fleuriste et est décédé en 1974 ; sa mère Dorothy est secrétaire dans une église presbytérienne et est d'origine allemande. Elle est d'ailleurs une invitée régulière de son talk show. Il a une grande sœur, Janice, et une petite sœur, Gretchen. Une de ses premières influences fut l'animateur de talk show Paul Dixon, qui était basé à Cincinnati dans l'Ohio mais dont les émissions étaient aussi diffusées à Indianapolis. Il a été diplômé de l'école secondaire Broad Ripple High School à Indianapolis et a ensuite fréquenté Ball State University, où il a reçu un diplôme en télécommunications en 1969. À l'université, il était membre de la fraternité Sigma Chi. Il a aussi commencé sa carrière d'animateur à la radio étudiante de Ball State, WAGO-AM 570, maintenant connue sous le nom de WCRD « Cardinal Radio Dave ». Une de ses rares performances sur les ondes peut être entendue en format RealAudio.
Letterman a commencé à travailler comme animateur de radio puis, à la télévision, comme animateur et présentateur de météo pour ce qui est devenu la station WTHR à Indianapolis. Il s'est fait connaître pour son comportement imprévisible à l'antenne, par exemple en effaçant les frontières entre les États sur la carte météo, ou encore en prédisant des grêlons « aussi gros que des jambons en conserve ». Un certain soir, il aurait suscité la colère de ses patrons en félicitant une tempête tropicale d'avoir été rehaussée au rang d'ouragan.
En 1975, Letterman a déménagé en Californie dans l'espoir de devenir auteur humoristique et s'est mis à écrire pour des sitcoms comme Good Times. Il s'est aussi mis à donner des spectacles au Comedy Store, une salle de spectacles d'humour renommée de Los Angeles qui était un tremplin pour les jeunes humoristes.
Letterman a fait partie de la distribution de l'émission de variété de Mary Tyler Moore, intitulée Mary, il a participé à un épisode de Mork & Mindy, et il a été invité à des jeux télévisés comme The $20,000 Pyramid. Son humour sarcastique a attiré l'attention des chasseurs de tête de l'émission The Tonight Show de Johnny Carson et, à partir de 1978, Letterman est devenu un animateur suppléant régulier de cette émission.

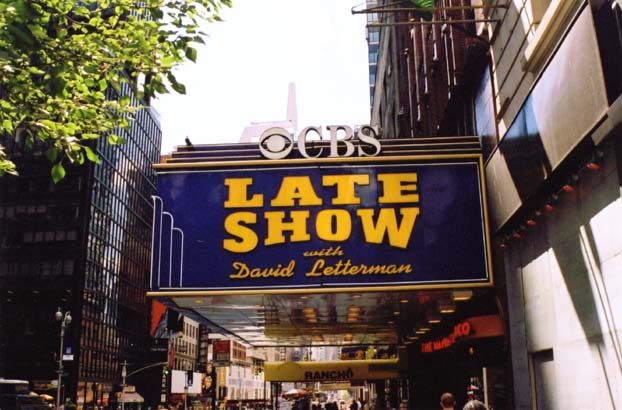
Photo de l'affiche du Late Show.

Letterman s'est vu accorder sa propre émission d'humour matinale sur NBC, intitulée The David Letterman Show (en). L'émission a été un succès auprès de la critique, remportant deux trophées Emmy, mais l'audience s'est avérée décevante et l'émission a été supprimée après une courte période durant l'été 1980. Toutefois, NBC a gardé Letterman sous contrat et, en 1982, son émission Late Night with David Letterman commençait sur cette chaîne.
Cette émission, qui était diffusée tard les soirs de semaine immédiatement après le Tonight Show, a rapidement acquis la réputation d'être osée et imprévisible et a bientôt atteint le statut de culte. L'émission était clairement différente des autres talk shows et Letterman pouvait être un interviewer sarcastique et agressif, à tel point qu'un certain nombre de célébrités avaient même affirmé avoir peur d'apparaître dans cette émission. Cette réputation était la conséquence de certaines joutes verbales avec des invités comme Cher, Madonna et Shirley MacLaine.
Late Night présentait souvent des numéros étranges ou qui avaient valeur de parodies, comme Stupid Pet Tricks, la Top 10 List, et Viewer Mail, où Letterman répondait avec humour aux lettres des téléspectateurs. Parmi d'autres moments mémorables, Letterman s'est servi d'un porte-voix pour interrompre l'émission télévisée The Today Show, qui était en train de diffuser une interview en direct, pour annoncer qu'il ne portait pas de pantalon. Il a aussi interrompu le présentateur météo Al Roker durant les nouvelles locales en entrant dans le studio. Il y eut aussi des apparitions mouvementées par l'humoriste Andy Kaufman et l'auteur de bandes dessinées Harvey Pekar. Une fois, Kaufman a paru être frappé et poussé par terre par le lutteur professionnel Jerry Lawler. (Lawler et l'ami de Kaufman, Bob Zmuda, ont par la suite révélé que l'incident avait été préparé.) Letterman a aussi tourné des sketchs dans les rues et les commerces entourant son studio de Manhattan.
Letterman est resté avec NBC pendant onze ans. Quand Johnny Carson a annoncé qu'il allait prendre sa retraite en mai 1992, une lutte complexe a commencé pour le choix du prochain animateur du Tonight Show. NBC a par la suite annoncé que Jay Leno serait le successeur de Carson. Letterman, un protégé de Carson qui avait souvent cité ce dernier pour avoir propulsé sa carrière, aurait apparemment été amèrement déçu et fâché qu'on ne l'ait pas choisi. En 1993, sur l'avis de Carson, Letterman est allé chez CBS pour animer une nouvelle émission, The Late Show with David Letterman. En 1996, HBO a produit un téléfilm intitulé The Late Shift, basé sur un livre de Bill Carter, sur la lutte entre Letterman et Leno pour l'obtention du Tonight Show.
Late Show est en concurrence frontale avec le Tonight Show dans la même case horaire. Letterman est apprécié par la critique et par le milieu du showbiz. Son émission a reçu 67 nominations pour le trophée Emmy et l'a gagné 12 fois durant ses vingt premières années. Leno a habituellement de meilleures audiences que Letterman, un écart qui a atteint deux millions de téléspectateurs (5,8 contre 3,8) en 2003. Néanmoins, Letterman se classe habituellement plus haut que Leno dans le sondage annuel Harris sur les personnalités préférées de la télévision américaine. En 2003, Letterman se classait troisième dans ce sondage, derrière Oprah Winfrey et Ray Romano, alors que Leno se classait neuvième.
Letterman a créé sa propre compagnie de production, Worldwide Pants Incorporated, qui produit son émission et plusieurs autres, incluant Everybody Loves Raymond, The Late Late Show with Craig Ferguson ainsi que des séries pour Bonnie Hunt, bien accueillies par la critique, mais ne durant pas. 
En janvier 2000, Letterman a subi un quadruple pontage cardiaque. Durant sa convalescence, des amis de Letterman ont animé le Late Show, parmi eux Drew Barrymore, Ray Romano, Robin Williams, Bill Murray, Kathie Lee Gifford, Regis Philbin, Charles Grodin, Julia Roberts, Bill Cosby, Bruce Willis, Jerry Seinfeld, Martin Short, Danny DeVito, Steve Martin et Sarah Jessica Parker. À son retour dans l'émission le 21 février 2000, Letterman a présenté sur la scène tous les médecins qui avaient participé à l'opération, dont le Dr O. Wayne Isom et le Dr Louis J. Aronne, qui apparaît souvent à l'émission. Letterman était presque en larmes quand il a présenté ces médecins. Cet épisode a reçu une nomination pour un Emmy.
Le 17 septembre 2001, David Letterman fut le premier présentateur humoristique majeur aux États-Unis à reprendre l'antenne après les attentats du 11 septembre 2001. Dans son monologue d'ouverture, Letterman était particulièrement sérieux et ému et il cherchait à comprendre la réalité des attaques et le rôle de l'humour dans le monde de l'après 11 septembre, en disant : « On nous dit que c'étaient des fanatiques alimentés par la ferveur religieuse… la ferveur religieuse… et si vous vivez jusqu'à l'âge de mille ans, arriverez-vous un jour à comprendre ça ? » (En anglais: « We're told that they were zealots fueled by religious fervor… religious fervor… and if you live to be a thousand years old will that make any sense to you? Will that make any goddamn sense? »)
En mars 2002, alors que le contrat de Letterman avec CBS tirait à sa fin, le réseau de télévision ABC a exprimé l'intention d'offrir à Letterman la case horaire de son émission renommée d'affaires publiques, Nightline, animée par Ted Koppel, en affirmant que cela amènerait à la chaîne un public plus jeune. Ceci a causé un petit scandale qui s'est terminé quand Letterman a renouvelé son contrat avec CBS pour ensuite offrir des excuses publiques à Koppel.
Fin février 2003, Letterman a été atteint d'un cas sévère de zona. Pour la première fois depuis son opération du cœur, Letterman a confié l'émission à plusieurs animateurs suppléants dont l'acteur Bruce Willis, l'ancien joueur de tennis John McEnroe, l'acteur Luke Wilson, le chef d'orchestre Paul Shaffer, la comédienne Bonnie Hunt, l'animateur de talk show matinal Regis Philbin, le musicien Elvis Costello, le comédien Brad Garrett de la série Everybody Loves Raymond, les comédiens Tom Arnold, Bill Cosby et Tom Green, ainsi que plusieurs artistes célèbres de Hollywood.
Au début de 2005, il a été révélé que Johnny Carson, à la retraite, se tenait encore au courant de l'actualité et des émissions de fin de soirée jusqu'à sa mort le 23 janvier de cette année-là, et qu'il envoyait occasionnellement des blagues à Letterman. Ce dernier les utilisait dans son monologue, ce qui réjouissait beaucoup Carson, d'après Peter Lassally, vice-président senior de CBS et ancien producteur pour Carson et Letterman. Lassally a aussi affirmé que Carson avait toujours cru que Letterman, et non Leno, était son « digne successeur ». Letterman emploie aussi certains numéros traditionnels du Tonight Show de Carson, incluant Carnac the Magnificent (joué par Paul Shaffer), Stump the Band et Week in Review. Lors de la première émission animée par Letterman à la suite de la mort de Carson, Letterman a annoncé que toutes les blagues du monologue d'ouverture avaient été écrites par Carson.
Lors des enregistrements de l'émission du 3 avril 2014, David Letterman explique qu'il a annoncé au président de la chaîne CBS Leslie Moonves qu'il cesserait de présenter The Late Show le 20 mai 2015. Est révélé plus tard que c'est Stephen Colbert, ancien animateur de sa propre émission The Colbert Report sur Comedy Central, qui lui succédera. Le dernier épisode de The Late Show animé par Letterman a été vu par 13,76 millions de téléspectateurs aux États-Unis.
Depuis, David Letterman a fait une apparition surprise lors du spectacle de Steve Martin et Martin Short à San Antonio, durant laquelle il a interprété un de ses fameux Top Ten.
En 2018, David Letterman présente l'émission My Next Guest Needs No Introduction with David Letterman (en) sur Netflix. Cette émission a été réalisée en 6 épisodes d'environ 55 minutes avec des invités tels que Barack Obama, George Clooney, Malala Yousafzai ou encore Jay-Z.
En 2022, David Letterman présente l'émission C'est tout pour moi ! sur Netflix. Au cours de celle-ci, il reçoit six humoristes : Sam Morril, Naomi Ekperigin, Rosebud Baker, Brian Simpson, Robin Tran et Phil Wang.

## Ses invités
D'après Late Show Newsletter, les humoristes suivants sont apparus le plus souvent dans les deux émissions de fin de soirée de Letterman en date d'avril 2004 :
- George Miller (55 apparitions, ainsi que quatre segments From My Room préenregistrés)
- Richard Lewis (52 apparitions)
- Jay Leno (40)
- Robert Klein (37)
- Jeff Altman (36)
- Billy Crystal (35)
- Jerry Seinfeld (34)

## Vie privée
En 1969, Letterman s'est marié avec Michelle Cook, qu'il a connue à l'université. Le couple a divorcé en 1977.
Pendant quelque temps, Letterman était fiancé avec Merrill Markoe, qui était scripte en chef du Late Night Show, mais cette relation a fini par échouer. Markoe a déménagé en Californie peu de temps après pour entreprendre une carrière d'écrivain.
En 1985, Letterman a créé la bourse Letterman Telecommunications Scholarship à Ball State University pour apporter une aide financière aux étudiants du département de télécommunications sur la base de leur créativité plutôt que de leur notes. Il a été rapporté que pour qu'un étudiant se qualifie pour cette bourse, il doit avoir une moyenne de C ou moins. Ceci n'est pas vrai et ne l'a jamais été. Letterman continue de faire régulièrement des dons à Ball State et à d'autres organisations via la American Foundation for Courtesy and Grooming, qu'il a fondée.
En 1988, Margaret Mary Ray a été arrêtée alors qu'elle conduisait la Porsche de Letterman près du tunnel Lincoln à New York. Ray a prétendu être l'épouse de Letterman. Elle s'est fait arrêter à plusieurs reprises dans les années suivantes. Dans un cas, la police l'a trouvée endormie sur le court de tennis privé de Letterman près de sa maison de New Canaan au Connecticut. Ray a passé près de dix mois en prison et quatorze mois dans un hôpital psychiatrique pour ses nombreuses condamnations pour intrusion. Le 7 octobre 1998, Ray a été frappée mortellement par un train lors d'un suicide apparent au Colorado.
En 1994, Letterman a joué dans le film Cabin Boy avec Chris Elliott. Il est crédité sous le nom de Earl Hofert, un pseudonyme que Letterman utilise occasionnellement. Il s'agit d'un nom emprunté à un oncle de la famille de sa mère.

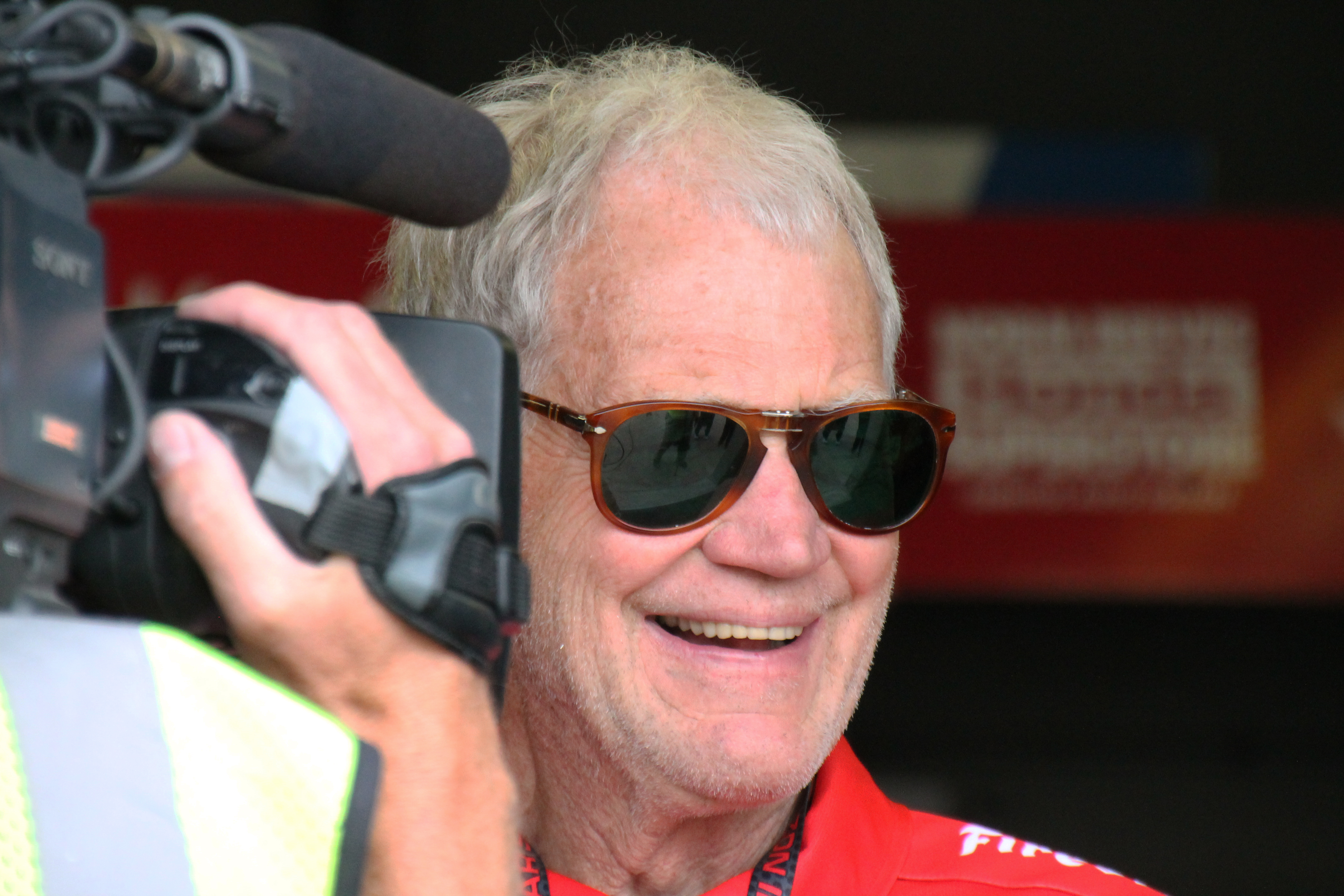
David Letterman en 2015.

En 1996, Letterman est devenu copropriétaire de l'équipe de course automobile Team Rahal, avec l'ancien champion de l'Indianapolis 500, Bobby Rahal. L'équipe a changé de nom pour Rahal Letterman Racing en mai 2004 et, plus tard ce mois-là, son pilote Buddy Rice a remporté l'Indianapolis 500. Cette victoire fut très satisfaisante pour Letterman, qui est né à Indianapolis et qui a assisté à cette course régulièrement depuis son enfance. Alors qu'il est normalement très réservé hors de son studio, comme son mentor Johnny Carson, Letterman a accordé plusieurs entrevues après la course. C'est également au sein de l'écurie de David Letterman que s'est révélée la jeune femme pilote Danica Patrick, phénomène médiatique du printemps 2005.
Aussi en 1996, Letterman a prêté sa voix à un personnage (Mötley Crüe Roadie #1) dans le film animé Beavis et Butt-Head se font l'Amérique. Une fois de plus, il a été crédité sous le nom de Earl Hofert.
Letterman, ainsi que son chef d'orchestre Paul Shaffer et son régisseur de plateau Biff Henderson, ont célébré Noël en 2002 en Afghanistan avec des militaires américains et internationaux en mission dans ce pays. Ces trois hommes ont aussi visité l'Irak autour de Noël en 2003 et 2004.
Le 12 septembre 2003, Letterman a annoncé que sa compagne et ancienne collègue Regina Lasko était enceinte depuis six mois. Son fils Harry Joseph Letterman, nommé d'après le père de David, est né le 3 novembre 2003.
En mars 2005, la police de Choteau au Montana a empêché un complot allégué visant à kidnapper le fils de Letterman. Letterman possède une maison près de Choteau.
Début octobre 2009, Letterman a annoncé avoir été victime d'un maître-chanteur qui le menaçait de révéler les liaisons qu'il avait entretenues avec des collaboratrices et promettait de se taire en échange de deux millions de dollars,.
Au cours d'une interview, en 2015, il déclare : « Pendant des années et des années, durant 30 à 40 ans, j'étais anxieux, hypocondriaque, et alcoolique ». Il a affirmé qu'il diminuait ses antidépresseurs au début des années 1990, qui avec la Méditation transcendantale l'ont calmé : « Cela a changé ma vie », a-t-il déclaré.

## Filmographie

### Producteur
- 1982-1993 : Late Night with David Letterman (émission télévisée)
- 1988 : Late Night with David Letterman: 6th Anniversary Special (TV)
- 1993 : The Building (série télévisée)
- 1993–2015 : Late Show with David Letterman (émission télévisée)
- 1995 : The Late Late Show with Tom Snyder (émission télévisée)
- 1995 : The Bonnie Hunt Show (série télévisée)
- 1996 : Tout le monde aime Raymond ("Everybody Loves Raymond") (série télévisée)
- 1996 : The High Life (série télévisée)
- 1999 : The Late Late Show with Craig Kilborn (émission télévisée)
- 2000 : Ed ("Ed") (série télévisée)
- 2005 : Strangers with Candy
- 2005 : The Late Late Show with Craig Ferguson (émission télévisée)
- 2018- : Mon prochain invité n'est plus à présenter Avec David Letterman (émission Netflix)

### Acteur
- 1978 : Mary (série télévisée) : Announcer / Skit characters
- 1979 : Fast Friends (TV) : Matt Morgan
- 1994 : Cabin Boy : Old Salt in Fishing Village
- 1996 : Beavis et Butt-Head se font l'Amérique (Beavis and Butt-Head Do America) : Motley Crue Roadie #1 (voix)
- 1998 : Spin City (TV) : Rags (voix)[7]
- 1999 : Man on the Moon : lui-même
- 2019 : Entre deux fougères : le film : lui-même

### Scénariste
- 1988 : Late Night with David Letterman: 6th Anniversary Special (TV)
- 1995 : Late Show with David Letterman: Video Special (TV)
- 1996 : Late Show with David Letterman: Video Special II (TV)